# Aleksander Pityński
Aleksander Pityński ps. „Kula” (ur. 11 marca 1926 w Ulanowie, zm. 16 grudnia 1994) – porucznik Wojska Polskiego, żołnierz podziemia niepodległościowego w ramach Narodowej Organizacji Wojskowej i Narodowego Zjednoczenia Wojskowego.

## Życiorys

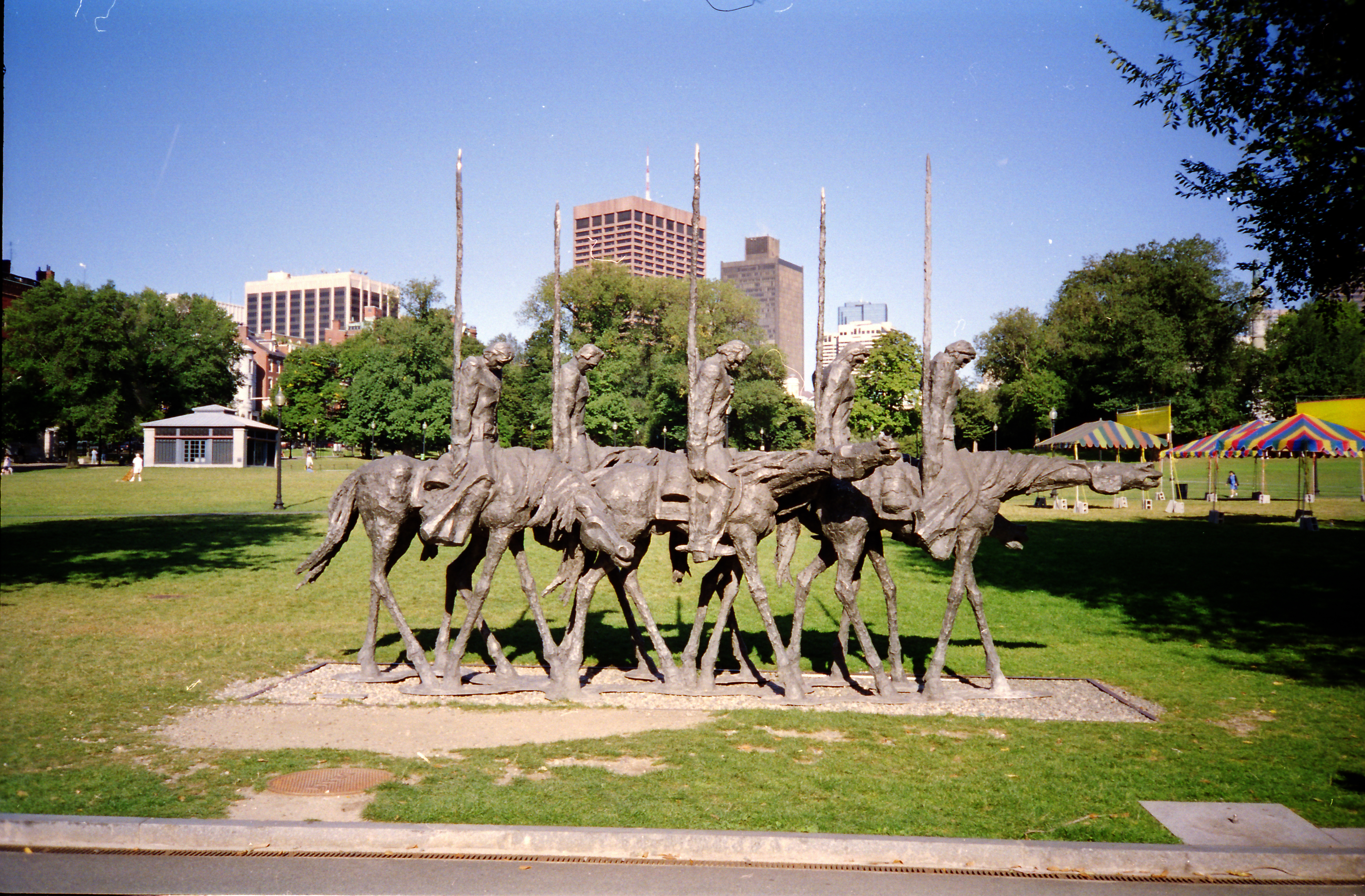
Pomnik Partyzanci w Bostonie

Urodził się jako syn Andrzeja Marcina Pityńskiego, który był retmanem w Ulanowie. Miał brata Tadeusza. Po ukończeniu siedmioklasowej szkoły podstawowej pracował u ojca w zawodzie flisaka.
Po wybuchu II wojny światowej w pierwszych dniach kampanii wrześniowej 1939 bomba trafiła w domostwo Pityńskich, wskutek czego zginęła siostra Aleksandra, a dwie pozostałe Danuta i Teresa zostały ranne. W wieku 16 lat Aleksander Pityński został partyzantem, przystąpił w ramach Narodowej Organizacji Wojskowej do oddziału partyzanckiego NOW-AK „Ojca Jana”, którym dowodził Franciszek Przysiężniak „Ojciec Jan”. Wówczas ukończył tajną szkołę podchorążych. Brał udział w szeregu walk oddziału z Niemcami (Wehrmachtem i SS), Ukraińcami, Kałmukami. Po rozbiciu oddziału przez Niemców 27 grudnia 1943 pod Grabą, pozostał w szeregach jednostki. Brał udział w akcjach oraz w bitwie na Porytowym Wzgórzu 14 czerwca 1944.
Po nadejściu frontu wschodniego powrócił do Ulanowa, gdzie Armia Czerwona dotarła w lipcu 1944. Po nadejściu do miasta NKWD 14 listopada 1944 nastąpiły aresztowania. Zatrzymany został także Aleksander Pityński, który uciekł z posterunku w Ulanowie wyskakując przez okno. Następnie ukrywał się, a po przejściu przez San i dołączył do dyspozycyjnego Komendy Okręgu Rzeszów NOW, którego dowódcą był Józef Zadzierski ps. „Wołyniak” (wcześniej odszedł z jednostki OP-44 po rozbiciu pod Grabą).
Po nadejściu frontu wschodniego brał udział w bitwie pod Kuryłówką 7 maja 1945, w której oddziały leśne okręgu „San” stoczyły jedną z największych batalii polskich partyzantów przeciw Sowietom, zakończonej rozbiciem kolumny oddziałów NKWD (poległo 57 enkawudzistów). Po bitwie dowódca Okręgu Rzeszów NOW-AK major Kazimierz Mirecki „Żmuda” awansował go do stopnia kapitana. Podczas walk został ranny, zaś wywieziony na furmance z pola walk, poznał również ranną i transportowaną tym pojazdem, sanitariuszkę Stefanię Krupa ps. „Perełka”. Para wzięła ślub 20 stycznia 1946 w Tarnawcu.
Aleksander Pityński pozostawał w oddziale „Wołyniaka” i uczestniczył w walkach partyzanckich z Sowietami, kolaborantami i UPA (wraz z nim w oddziale był jego szwagier, brat Stefanii, Michał Krupa). Po samobójczej śmierci dowódcy Józefa Zadzierskiego z 29 grudnia 1946 odszedł wraz z ciężarną żoną z oddziału. Ukrywali się w różnych miejscach na terenie Ulanowa. 15 marca 1947 urodził się ich syn Andrzej.
Po ogłoszeniu amnestii z 22 lutego 1947 ujawnił się w kwietniu tego roku, miesiąc po narodzinach syna. Rozpoznany w Ulanowie przez funkcjonariusza UB, wdał się w strzelaninę, a następnie został nakłoniony do oddania się do dyspozycji służby bezpieczeństwa przez burmistrza Ulanowa Franciszka Nachajskiego, który był jego krewnym (bratem babki). Został przewieziony do więzienia UB w Nisku, tam przez sześć miesięcy był torturowany, brutalnie przesłuchiwany, następnie został przetransportowany na Zamek w Rzeszowie, gdzie trzymano go kolejne cztery miesiące.
Po jego zwolnieniu rodzina Pityńskich była nadal poddana prześladowaniom w postaci rewizji, najścia domu, przeszukań, pobić ze strony funkcjonariuszy komunistycznych władz (wiązały się z poszukiwaniem Michała Krupy, nadal aktywnego partyzanta). Po odzyskaniu wolności Aleksander Pityński pod koniec lat 50. udzielał wsparcia i zaopatrywał aktywnych żołnierzy wyklętych, w tym krewnego Michała Krupę. Po jego aresztowaniu w 1959 i skazaniu, a następnie wyjściu na wolność w 1965, Michał Krupa zamieszkał z rodziną Pityńskich w Ulanowie.
W wyniku prowokacji służb specjalnych PRL wobec niego i syna w grudniu 1967, sprokurowaniu bójki, obaj zostali skazani w pokazowym procesie w Ulanowie. Po wprowadzeniu stanu wojennego z 13 grudnia 1981 był internowany w Załężu pod Rzeszowem.
W 1993 został awansowany do stopnia porucznika Wojska Polskiego. Zmarł 16 grudnia 1994.

## Upamiętnienie
Postać Aleksandra Pityńskiego został przestawiona jako jedna z pięciu (jako pierwsza od lewej) w monumentalnym pomniku Partyzanci w Bostonie, stworzonym w 1979 przez Andrzeja Pityńskiego i odsłoniętego w 1983 w Bostonie.

## Awanse
- podchorąży – lata II wojny światowej
- porucznik – 1993

## Odznaczenia
- Krzyż Walecznych (za udział w bitwie pod Kuryłówką)
- Medal Wojska – trzykrotnie
- Krzyż Partyzancki
- Krzyż Armii Krajowej
- Odznaka pamiątkowa Akcji „Burza”